# معركة الناصرية (2003)
معركة الناصرية هي معركة حدثت في مدينة الناصرية وبعض القرى المجاورة جنوب العراق خلال غزو القوات الأمريكية للعراق، بدأت في 23 مارس 2003 استمرت الى يوم 2 ابريل قتل فيها 22 جندي مارينز أمريكي وجرح 150 أخرون، واحرق ما يقارب ال15 مصفحة عسكرية أمريكية.كما قتل ما بين ال600 إلى 1000 عراقي معظمهم من المدنيين

## المعركة

### خلفية
الناصرية هي مدينة تقع على ضفاف نهر الفرات في محافظة ذي قار، وتبعد حوالي 225 ميل جنوب شرق بغداد؛ ويتألف غالبية سكانها من المسلمون الشيعة.
في صباح يوم 23 مارس، انحرفت قافلة إمداد تابعة للجيش الأمريكي عن طريق الخطأ عن الطريق السريع 8 ثم انعطفت نحو المدينة إلى أراضٍ يسيطر عليها العراق . تعرضت المركبات الأمريكية لكمين وتلقت نيرانًا من جميع الاتجاهات، قُتل خلالها أحد عشر جنديًا أمريكيًا وأُسر عدد منهم، بينما تمكن بعض الجنود من الهرب وتشكيل دائرة دفاعية حول الجرحى حتى تم إنقاذهم بواسطة سرية من اللواء البحري الثاني  بقيادة الرائد ويليام بيبلز.
كانت الخطة الأصلية تقضي بأن تستولي قوة المهام طراوة على الجسرين داخل الناصرية وتؤمنهما لتأمين ممرٍ للفوج البحري الاول وللكتيبة السادسة للدعم الهندسي من باتل كريك، ميشيغان، للمرور شمالاً عبر المدينة على طريق 7.
كانت الناصرية مقرًا للفيلق الثالث من الجيش العراقي، المكوَّن من الفرقة 11 مشاة، والفرقة 51 مشاة ميكانيكية، والفرقة السادسة المدرعة—وكلها كانت تعمل بحوالي 50% من قوتها. كانت الفرقة 51 تعمل في الجنوب لتأمين الحقول النفطية، بينما كانت السادسة شمالًا قرب العمارة، مما ترك ثلاثة تشكيلات بحجم لواء من الفرقة 11 لتأمين منطقة الناصرية.

## انظر ايضا
- غزو العراق
- قائمة معارك حرب العراق (2003-2011)
- معركة الناصرية (2004)